# Стерпети (Пезаро и Урбино)
Стерпети је насеље у Италији у округу Пезаро и Урбино, региону Марке.
Према процени из 2011. у насељу је живело 156 становника. Насеље се налази на надморској висини од 90 м.